# Hang Thẩm Khuyên
Hang Thẩm Khuyên, còn gọi là hang Kéo Lèng, là hang dạng karst trong núi Phia Gà trong vùng đất bản Còn Nưa xã Tân Văn huyện Bình Gia tỉnh Lạng Sơn, Việt Nam.
Núi Phia Gà là thành phần của dãy núi đá vôi Điềm He - Bình Gia. Nó tạo ra thung lũng, có Quốc lộ 1B chạy xuyên qua và cách di tích chừng 100 m. Hang cách thị trấn Bình Gia 7 km về hướng đông nam, cách thành phố Lạng Sơn 68 km. Theo tiếng Tày - Nùng thì "thẩm" hay "thẳm" có nghĩa là "hang".
Di tích đã được xếp hạng di tích lịch sử cấp quốc gia theo Quyết định số 2015 QĐ/BT ngày 16 tháng 12 năm 1993 của Bộ Văn hóa, Thể thao và Du lịch Việt Nam.

## Di chỉ tiền sử
Hang đã được người dân biết đến từ lâu.
Năm 1906 nhà khảo cổ Pháp là Henri Mansuy đã phát hiện đây là các di chỉ của người tiền sử và thực hiện khai quật các hang, lập ra văn hóa Bắc Sơn. Di chỉ này có chứa các hiện vật công cụ đồ đá và đồ gốm thuộc hậu kỳ đồ đá mới (late Neolithic). Chừng 15 năm sau ông lại cùng với Madeleine Colani phát hiện ra trong một di chỉ khảo cổ học 27 di vật như vậy mà có thể theo các dấu hiệu nhất định thì là thuộc cùng văn hóa Bắc Sơn. Các di cốt người cũng được tìm thấy ở đây . Tuy nhiên có thể vì những lý do tự cường, các tài liệu khoa học đại chúng không nhắc đến các công trình đó, thậm chí còn coi "3 di tích quan trọng... được phát hiện trong những năm 1960".
Năm 1964,  Viện Khảo cổ học Việt Nam cùng với chuyên viên Viện Cổ sinh CHDC Đức (cũ)  đã khai quật di tích, sau đó Viện Khảo cổ tiếp tục khai quật. Kết quả đã thu được một số mẫu hóa thạch xương động vật trong lớp trầm tích, là những chiếc răng rời phần lớn chân răng đã bị hủy hoại do bị gặm nhấm, vài chục chiếc răng hóa thạch của đười ươi, voi, hàng trăm răng khỉ đuôi dài, 9 chiếc răng người vượn, 1 chiếc răng vượn khổng lồ . Hầu hết răng hóa thạch của người ở đây đều mang đặc tính nguyên thủy .
Năm 1993 đoàn cổ sinh học hỗn hợp Mỹ - Úc đã khảo sát và thu lượm một số mẫu trầm tích và hóa thạch. Trên cơ sở nghiên cứu có thể khẳng định di tích Thẩm Khuyên này có niên đại vào khoảng 250 Ka BP (Kilo annum before present, ngàn năm trước), vào trung kỳ thế Pleistocen. Hiện nay các hiện vật hóa thạch được lưu trữ tại Viện Khảo cổ học ở Hà Nội .
Dẫu vậy cần lưu ý rằng các tư liệu khảo cổ từ 1964 nói trên có những điểm chưa rõ ràng:
- Có sự mâu thuẫn với dữ liệu của văn hóa Bắc Sơn thuộc sơ kỳ thời đại đồ đá mới, có niên đại là 12 - 10 Ka BP, và người Bắc Sơn là người hiện đại về giải phẫu, kế tiếp của văn hóa Hòa Bình, không phải là người cổ Homo erectus.
- Hầu hết thông tin nêu trên đều dựa trên kiến thức của giữa thế kỷ 20 với nền tảng là thuyết "Nguồn gốc đa vùng của người hiện đại", coi rằng dạng người cổ Homo erectus tiến hóa thành người hiện đại  Homo sapiens sapiens. Ngày nay dựa trên các thành tựu mới, loài người hiện đại Homo sapiens được nhiều học giả coi rằng có một nguồn gốc từ châu Phi hồi 200 Ka BP [11], với mô hình "rời khỏi châu Phi" (Out of Africa) từ 70 Ka BP trở lại đây. Người cổ Homo erectus, hồi 250 Ka BP từng sống ở Thẩm Khuyên nếu có, đã bị tuyệt chủng [12] trước khi người hiện đại Homo sapiens chiếm lĩnh vùng đông và nam châu Á.

## Sự kiện tâm linh, lịch sử
Theo trang "Di tích lịch sử văn hóa" thì người già trong vùng vẫn kể rằng: ngày xưa, khi giặc phương Bắc sang xâm lược nước ta, khi chúng đến vùng đất Bản Hấu, dân làng đã rủ nhau vào trong hang Thẩm Khuyên trốn giặc. Giặc đã chặt cây xuống lấp miệng hang để khô rồi đốt cháy dân làng trong đó. Hầu hết dân làng đã bị chết thiêu, đa số là người già và trẻ em, trừ một số người tìm được ngách hang thông lên trên thì mới thoát nạn. Ngày trước khi vào hang tìm phân dơi còn thấy những lớp vỏ trấu cháy khô do thóc gạo dân làng đem vào hang tránh giặc bị đốt cháy. Hang Thẩm Khuyên vì thế đã trở thành một địa điểm linh thiêng đối với dân làng vì biết bao người con của làng đã đắp chiếu ở đó.

## Tiềm năng du lịch
Hang Thẩm Khuyên cùng với hang Thẩm Hai tạo thành chuỗi các điểm du lịch văn hóa, tìm hiểu về di tích khảo cổ học tiền - sơ sử ở Lạng Sơn.